# John Hawkwood
Sir John Hawkwood (nascido em 1320 e falecido em 1394) foi um mercenário inglês ou condottiero que exerceu a sua acção no século XIV em Itália. Era conhecido pelo cronista francês Jean Froissart como Jean Haccoude  e pelos Italianos como Giovanni Acuto. Hawkwood serviu primeiro o Papa e depois várias facções em Itália durante 30 anos, acumulando uma fortuna em terras e ouro.

## Primeiros anos
A juventude de Hawkwood esta encoberta por contos e lendas e não é exactamente claro de que forma ele se tornou soldado. De acordo com os contos mais aceitos, Hawkwood era o segundo filho de um curtidor de Sible Hedingham no Essex e foi aprendiz em Londres. Outros contos alegam também que era alfaiate antes de ser soldado. Hawkwood serviu no exército Inglês de Eduardo III no inicio da Guerra dos cem anos. De acordo com diferentes versões Hawkwood lutou nas batalhas de Crécy e/ou Poitiers mas não existem provas concretas que tenha participado em qualquer uma. Outras versões mantêm que o Rei ou Eduardo o príncipe negro o fizeram cavaleiro. Especula-se também que ele assumiu este título com o apoio dos seus soldados. O seu serviço terminou em 1360 após o Tratado de Bretigny.

## Inicio da carreira como mercenário em França
Hawkwood mudou-se para a Borgonha e juntou-se a uma pequena companhia de mercenários que lutava por dinheiro em França. Mais tarde fez parte da auto-proclamada Grande Companhia que lutou contra tropas Papais perto de Avinhão.
Nos inícios da década de 1360 Hawkwod tinha subido à posição de comandante da Companhia Branca. Em 1362 Hawkwood e os seus homens faziam parte das companhias que o Marquês de Monferrat tinha contratado e liderado através dos Alpes para lutar contra Amadeu VI em Lanzo Torinese e mais tarde contra Milão nas áreas de Alessandria, Tortona e Novara. Forçado a deixar o Piemonte pelo Visconde condottiere  Luchino dal Verme, Hawkwood e as suas tropas ainda assim  permaneceram em Itália.

## Ao serviço de facções Italianas
Nos anos que se seguiram a Companhia Branca serviu sob inúmeros estandartes e mudou de lado várias vezes. Em 1364, lutou por Pisa contra Florença. Em 1369, Hawkwood lutou por Perugia contra forças Papais. Em 1370, juntou-se a Bernabò Visconti nas sua guerra contra uma aliança de cidades que incluíam Pisa e Florença. Em 1372, lutou por Visconti contra o seu antigo senhor, o Marquês de Monferrat. Depois disso resignou o seu comando da Companhia Branca e colocou-se durante algum tempo ao serviço do Papa. Em 1368, compareceu ao casamento em Milão de Lionel de Antuérpia e Violante, filha de Galeazzo Il Visconti. Entre os convidados estavam as estrelas literárias do tempo Chaucer, Jean Froissart e Petrarca. Sob o comando de Hawkwood a companhia ganhou uma boa reputação e ele tornou-se um comandante mercenário popular. O seu sucesso era variado, mas Hawkwood explorava as mudanças de alianças e de poder político entre as facções italianas em seu proveito próprio. As cidades Italianas concentravam -se no comércio e contratavam mercenários ao invés de formarem exércitos próprios. Hawkwood muitas vezes manipulou os seus empregadores e os seus inimigos uns contra os outros. Ele poderia estar contratado por um lado e exigir pagamento a outro como condição para não os atacar. Ele também poderia mudar de lado e manter o seu pagamento original. Por vezes um interessado contratava-o só para que não lutasse pelos seus inimigos. Se não fossem pagos, mercenários como Hawkwood poderiam ameaçar os seus empregadores com deserção ou pilhagem. Contudo, parte da reputação da Companhia Branca era baseada no facto de que os homens de Sir John eram menos propensos a desertar de situações perigosas em comparação com outros mercenários, e em pouco tempo Hawkwood tornou-se mais rico que muitos outros condottiere. Adquiriu propriedades na Romanha, na Toscânia e um castelo em Montecchio Vesponi. Apesar de tudo isto, diz-se que era iletrado. A sua educação era na melhor das hipóteses rudimentar, contemporâneos destacam a sua falta de oratória, e muito do seu trabalho e correspondência eram feitos por procuração e mais tarde pela sua esposa. Em 1375, enquanto a companhia de Hawkwood lutava pelo Papa contra Florença na Guerra dos oito santos (Guerra degli Otto Santi), Florença fez um acordo e pagou-lhe para não atacar durante três meses. Em 1377, em nome do Papa Gregório XI, Hawkwood liderou a destruição de Cesena por parte de exércitos mercenários. Um conto alega que ele terá prometido à população que eles seriam poupados, mas o Cardeal Roberto de Génova ordenou que fossem todos mortos. Pouco tempo depois, Hawkwood mudou para a aliança da liga anti-papal e casou-se com Dommina Visconti, a filha ilegítima de Bernabò Visconti, Duque de Mião. Uma querela com Bernabó em breve destruiu a aliança e Hawkwood assinou ao invés um acordo com Florença. John e Dommina tiveram um filho e três filhas. Em 1381, Ricardo II de Inglaterra nomeou-o embaixador para a corte Romana. Em 1387, Hawkood, lutando por Padova na batalha de Castagnaro venceu Giovanni Ordelaffi de Forli.

## Últimos anos com Florença
Na década de 1390 Hawkwood tornou-se comandante do exército de Florença na guerra contra o expansionismo de Gian Galeazzo, Visconde de Milão. O exército de Hawkwood invadiu a Lombardia e esteve a dez milhas de Milão antes de ter que retirar através do rio Adige. No decorrer desse ano forças sob o seu comando defenderam Florença e mais tarde derrotaram a força Milanesa de Jacopo dal Verme. Por fim, Milão pediu a paz. Opiniões contemporâneas em Florença encaram Hawkwood como o salvador de Florença perante o expansionismo Milanês. Após isto, Florença concedeu-lhe cidadania e uma pensão. Hawkwood passou os seus últimos dias numa propriedade sua nos arredores de Florença. John Hawkwood morreu em Florença a 16/17 de Março de 1394. Foi enterrado com honras de estado no Duomo. Pouco tempo depois, Ricardo II pediu que o seu corpo fosse devolvido á sua Inglaterra nativa. Mais tarde, o filho de Hawkwood também se mudou para Essex, na Inglaterra.

## Memória e monumentos
Em 1436 os Florentinos encomendaram um monumento funerário a Paolo Ucello, um fresco transferido para tela, que ainda se mantém no Duomo. Originalmente os Florentinos tencionavam erigir uma estátua em bronze, mas os custos eram muito altos. Decidiram-se finalmente por um fresco monocromático em terra verde, uma cor mais próxima da patina do bronze. Postumamente, Hawkwood ganhou uma reputação de brutalidade, por um lado, e cavalheirismo, por outro. Em Sible Hedingham existe uma capela em memória de Hawkwood e uma estrada com o seu nome. Na Romanha existe também uma Strada Aguta. Hawkwood é também mencionado por Richard Johnson no seu livro de 1592 “Nine Worthies of London”.